# Siena piano
Le Siena piano (piano de Sienne), aussi appelé Siena pianoforte, Harp of David piano, ou Immortal piano est un piano droit historique, au meuble richement sculpté, dont la construction s'est achevée au début du XIXe siècle et qui est devenu célèbre dans les années 1950-60, après restauration, pour sa sonorité remarquable et son histoire inhabituelle, en partie légendaire. En ce qui concerne le son, il tient à la fois du piano et du clavecin. La légende veut qu'il ait été partiellement construit avec du bois provenant des piliers du temple de Salomon, raison de son excellente sonorité et de son nom de Harpe du roi David,. Dans les années 1990, l'instrument a été évalué à plus d'un million et demi de dollars.

## Histoire
L'origine du Siena piano et son histoire ont été retracées par un accordeur, Avner Carmi Yanowsky, qui avait entendu parler de l'instrument par son grand-père, Mattis Yanowsky, pianiste juif exilé de la Russie tsariste, et lui avait promis, sur son lit de mort, de voir et d'entendre cet instrument que lui-même avait rêvé d'essayer. En effet, Mattis Yanowsky n'avait lui-même jamais vu ce piano, mais c'est Humbert Ier, roi d'Italie, qui, à la fin d'un concert, lui en avait parlé, lui racontant qu'il avait reçu l'instrument en cadeau de mariage et que la table d'harmonie de son piano avait, selon la légende, été construite avec du bois provenant des piliers du temple de Salomon, ce qui justifiait son nom de Harpe de David.
En 1960, Carmi publie aux États-Unis, avec son épouse Hannah, un livre largement autobiographique, The immortal piano, dans lequel il raconte « comment [il a] trouvé le Piano Immortel et comment le Piano Immortel [l]'a trouvé ». L'instrument provoquant un intérêt international, l'ouvrage a été traduit en allemand et en japonais.

### XIXesiècle
D'après les explications de Carmi, le Siena piano a été construit à partir de la fin du XVIIIe siècle par plusieurs générations d'une même famille de facteurs d'instruments, les Marchisio de Turin. Sebastiano Marchisio aurait conçu la table d'harmonie avec du bois provenant de deux piliers d'une église de Sienne écroulée lors d'un tremblement de terre, ces piliers venant eux-mêmes précédemment du temple de Salomon. Le piano est ensuite complété et amélioré par son fils, Enrico Marchisio, et ses petits-fils Luciano et Rafaello, qui l'offrent à leur sœur, Rebecca, pour son mariage avec un Siennois, Antonio Ferri, au début du XIXe siècle. Enfin, c'est le fils de Rebecca et Antonio, Nicodemo Ferri (1835-1899), qui, associé à son cousin Carlo Bartalozzi,,, décore le meuble de sculptures.
En 1867, le piano est expédié à l'exposition universelle à Paris où il est utilisé pour des concerts dans le pavillon italien et où notamment Camille Saint-Saëns en joue.
L'année suivante, en 1868, la ville de Sienne convainc Nicodemo Ferri d'offrir l'instrument au futur roi d'Italie Humbert Ier pour son mariage avec sa cousine Marguerite de Savoie,. Lors de la cérémonie de présentation de ce cadeau au couple royal, Franz Liszt interprète sa Campanella sur l'instrument, puis plus tard, dans les années 1870, il improvise sur le Siena Piano lors d'un concert au palais du Quirinal à Rome.

### XXesiècle
Le piano devient la propriété de Victor-Emmanuel III après la mort de ses parents. Pour tenir la promesse faite à son grand-père, Avner Carmi tente, à plusieurs reprises à partir de 1920, de voir le piano au Quirinal, sans succès. En 1934, il se fait même arrêter pour avoir tenté d'aborder le roi Victor-Emmanuel sur un marché à Rome et c'est grâce à l'appui d'Artur Schnabel, qui le connaissait par son métier, qu'il est libéré au bout de quelques heures. Au début de la Seconde Guerre mondiale, en voyage en Italie, il apprend que l'instrument se trouve à la Villa royale de Monza mais l'entrée en guerre de l'Italie le contraint à quitter le pays sans avoir pu s'y rendre. C'est au cours de ce voyage qu'il consulte les archives municipales de Sienne et obtient les renseignements historiques relatifs au piano ainsi que des copies des documents d'archives incluant des photos de l'instrument.
De retour en Israël, Carmi s'engage dans l'armée où il est incorporé, pour conduire un camion, dans une unité rattachée à la compagnie de transport de la VIIIe armée britannique et il part en Afrique du Nord. Après la seconde bataille d'El Alamein, son unité est chargée de collecter le matériel abandonné derrière elle par l'armée allemande en déroute. Seul connaisseur en pianos, il est appelé lorsque l'unité de déminage qui les précède découvre, grâce aux détecteurs de mines, un piano droit enfoui dans le sable. L'instrument est en piteux état : il a été entièrement couvert de plâtre épais et dur et le sable empêche le fonctionnement du mécanisme. Carmi peut seulement en tirer quelques sons en grattant les cordes comme une harpe. En regardant à l'intérieur, il note que l'instrument est de fabrication italienne, très ancienne. L'équipe de déminage ayant l'intention de le faire sauter, Carmi s'y oppose fermement et finit par obtenir de son commandant l'ordre de conduire le « piano plâtré » à un dépôt du NAAFI (en) au Caire.
Après la libération de la Lombardie, Carmi cherche de nouveau à voir le Siena Piano, mais il apprend que celui-ci aurait été volé à Monza par des officiers allemands appartenant vraisemblablement à l'Afrika Korps et perd tout espoir. La guerre terminée, il retrouve sa famille à Tel-Aviv et reprend son métier d'accordeur et de restaurateur de pianos. Le premier instrument qui lui est confié pour réfection est le piano couvert de plâtre qu'il a croisé en Afrique. Ce piano avait été acheté, avec d'autres, au British Salvage Depot par un brocanteur de Tel-Aviv qui, ne parvenant pas à le vendre, avait fini par le donner aux filles de Carmi, lesquelles avaient été contraintes de l'abandonner sur un trottoir, faute d'endroit où le stocker. Un plâtrier se l'étant approprié, il l'apporte à Carmi et lui laisse des arrhes pour le remettre en état de jouer, sans enlever le plâtre précise-t-il, envisageant au contraire d'y plaquer une couche supplémentaire qu'il décorera de dessins d'anges et d'oiseaux. Cependant, le plâtrier revient peu après sur sa décision et exige le remboursement de son avance. Devant la résistance première de Carmi, il ponctue son discours de coups de poing sur la face avant de l'instrument et Carmi finit par céder et lui rend son argent. Le plâtrier le quitte lui laissant le piano et c'est alors que Carmi s'aperçoit qu'un morceau de plâtre est tombé sous les coups et qu'il découvre, sculpté dans le bois, un angelot jouant du tambour. Stupéfait de reconnaître l'une des sculptures du Siena piano, il décide tout d'abord de le débarrasser de sa gangue de plâtre et d'écrire à Victor-Emmanuel III qu'il a retrouvé l'instrument et le tient à sa disposition. Enlever précautionneusement le plâtre à l'aide de solvant lui prend plusieurs mois et nécessite vingt-quatre gallons d'acétone,, puis, sans réponse du roi, il entame la restauration complète de l'instrument, qu'il achève en trois ans. Pour ce faire, il utilise des pièces récupérés sur douze pianos anciens, sauf pour la table d'harmonie qu'il veut absolument conserver d'origine.
Une fois satisfait du mécanisme et de la sonorité du Siena piano, il le fait essayer à plusieurs musiciens renommés en tournée en Israël, qui l'estiment remarquable. La pianiste Pnina Salzman donne le premier récital public du Siena piano en Israël, concert organisé sous le parrainage du premier ministre David Ben Gourion. Lazare-Lévy donne ensuite un récital le 14 décembre 1951 à Tel-Aviv et encourage Carmi à faire connaître le piano. En 1953, Carmi introduit l'instrument aux États-Unis pour une série d'enregistrements et une tournée de concerts qui valent au piano les honneurs de la presse, et de la télévision et qui se poursuit jusqu'en 1970, date à laquelle Carmi retourne définitivement chez lui à Petah Tikva (Israël).
Avner Carmi meurt en 1980 et le piano reste en possession de son épouse Hannah qui n'hésite pas à inviter les admirateurs de l'instrument à venir l'essayer chez elle et refuse de s'en séparer malgré son prix.
En 1996, Smira Borochowicz, fille d'Avner et Hannah Carmi, met le piano en vente aux enchères avec une mise à prix d'un million de dollars.

## Description
Le Siena piano est un piano droit à double pédales dont les sculptures sur bois sont caractéristiques du début du XIXe siècle en Italie. Le catalogue de l'exposition universelle le décrit comme « piano staticophone à cordes obliques en bois de noyer sculpté, à système de compensation. ».

### Meuble
Toutes les parties apparentes du meuble sont en bois finement sculpté en hauts ou en bas-relief. Les côtés, en bas-relief, sont décorés de mascarons, d'animaux fantastiques, d'éléments végétaux (grappes de raisin notamment) et d'arabesques. Les montants soutenant le plateau de clavier de chaque côté sont constitués par deux hauts-reliefs figurant des lions assis sous des abaques volutés décorés de vigne. Ils sont surmontés, à chaque bord du clavier par deux chérubins chevauchant deux lions couchés en haut-relief. La face avant du bas de caisse offre un panneau en bas-relief décoré d'arabesques ; au centre, une grande couronne de laurier au milieu de laquelle se trouvent une harpe de David et deux anches entourée de deux griffons. Le haut de caisse représente une classique fête des vendanges : une ribambelle d'une vingtaine d'angelots riant, dansant ou jouant de divers instruments (flûtes, tambours). Le cylindre, à l'extérieur imite un tissage et, dans sa partie fixe, expose les portraits de Haendel, Mozart, Aretino, Cherubini et Gluck dans cinq médaillons de feuilles de laurier répartis sur la longueur. L'intérieur de la partie mobile est lui aussi sculpté et porte au centre deux cartouches ovales avec l'indication des facteurs : Fratelli Marchisio, Torino et Bartalozzi e Ferri, Siena.
Un guide de l'exposition universelle de 1867 mentionne l'instrument en ces termes : « Nous passerions bien sous silence le piano des frères Marchisio de Turin car nous savons que les pianos sculptés ne sont pas en faveur. Le public n’admet guère cette alliance des deux arts ; la musique pourrait souffrir des soins donnés à l’ornementation. Mais ce piano doit trouver grâce. Ses trois reliefs (bande d’amours qui jouent ensemble), les deux amours qui portent négligemment à chaque coin les candélabres, sont des sculptures fort jolies. Dût-on ne jamais jouer de ce piano, on voudrait le posséder chez soi au moins pour le voir. »

### Mécanisme et partie acoustique
Carmi, dans son livre, donne assez peu d'éléments sur le système interne du Siena piano. Il explique cependant que la table d'harmonie est quatre fois plus fine que sur les autres pianos (un cinquième de pouce d'épaisseur contre quatre cinquièmes habituellement) et qu'elle n'est renforcée au dos que par quatre côtes (ou nervures) au lieu de douze au moins sur les pianos contemporains. Les quatre chevalets sur lesquels passent les cordes ont tous une hauteur différente. Les touches, les cordes et le mécanisme ayant disparu, il a reconstruit l'ensemble en prélevant des pièces sur douze pianos anciens de toutes factures et de pays différents.
Le terme staticophone (staticofone en italien) est utilisé par Enrico Marchisio pour désigner le cadre renforcé avec du fer qu'il a inventé et pour lequel il a déposé un brevet le 12 septembre 1866.

### Sonorité
Selon Avner Carmi, « Les qualités uniques du piano immortel sont sa sonorité et sa capacité à s'adapter à n'importe quelle musique jouée sur lui. Bien qu'il s'agisse d'un piano droit avec un clavier simple, il sonne de plusieurs manières, comme un piano, une harpe, un clavecin, un orgue, un luth, une guitare ou des cloches, tout ce que la musique requiert. »
Nombre de musiciens l'ayant entendu ont estimé que le Siena piano était un instrument remarquable avec une sonorité unique. Ainsi Lazare-Lévy a déclaré : « C'est le piano le plus étonnant que j'aie jamais rencontré. Les œuvres de Couperin et Scarlatti sonnent comme si elles avaient été écrites spécialement pour le Siena piano. Et jouer Bach et Mozart, est beaucoup plus intéressant que sur n'importe quel autre piano sur lequel j'aie jamais joué, tout comme pour la musique impressionniste de Debussy... » Cette opinion semble partagée par David Randolph, professeur de musique à l'Université de New York qui a jugé : « Sa capacité à suggérer le son d'autres instruments est saisissante. Son importante  valeur à long terme pour la musique, cependant, est sa grande aptitude à jouer Mozart, Haydn, Bach et, assez curieusement, l'école complètement différente des impressionnistes français modernes, dont il rend la musique avec de magnifiques efforts coloristes. Il peut produire une musique beaucoup plus précise que ne le peut un piano moderne. ». Franz Liszt trouvait sa sonorité « divine », quant à Villa-Lobos, il s'est contenté de dire : « J'aime le piano immortel, sa sonorité et son histoire également. ».

## Enregistrements
- The Siena Pianoforte, 1955, six sonates de Scarlatti (sonates K. 44, 125, 134, 140, 242, 247) et trois sonates de Mozart interprétées par Charles Rosen, label Counterpoint / Esoteric, Everest Records Production, CPT 53000 ;
- Bach on the Siena Pianoforte, 1956, cinq compositions de Bach dont la Chaconne transcrite par Busoni et le Jésus que ma joie demeure, interprétées par Anatole Kitain, label Counterpoint / Esoteric, Everest Records Production, CPT 53001 ;
- A recital of spanish music on the Siena Pianoforte, compositions d'Albéniz, de Mompou, de Turina et de Villa-Lobos par Marisa Regules, label Counterpoint / Esoteric, Everest Records Production, CPT 53002 ;
- Recital on the Siena Pianoforte, compositions de Debussy par Marisa Regules, label Counterpoint / Esoteric, Everest Records Production, CPT 53003 ;
- The Siena Pianoforte, sonates de Mozart et variations sur un thème de Gluck, par Kathryn Deguire, label Counterpoint / Esoteric, Everest Records Production, CPT 53004 ;
- Christmas on the Siena Pianoforte, 1956, dix-neuf airs de Noël dont Greensleeves, Adeste Fideles, Vive le vent et Douce nuit interprétés par Grace Castagnella, label Counterpoint / Esoteric, Everest Records Production, CPT 53005.

La plupart de ces enregistrements sont réédités en CD.